# Макдональд, Майкл (легкоатлет)
Майкл Макдональд (англ. Michael McDonald; род. 17 марта 1975) — ямайский легкоатлет, спринтер. Двукратный призер летних Олимпийских игр.
Младший брат олимпийской чемпионки Беверли Макдональд.

## Биография
Выступал за Ямайку на летних Олимпийских играх 1996 года, проходивших в Атланте, США, где он выиграл бронзовую медаль в мужской эстафете 4×400 метров со своими товарищами по команде Роксбертом Мартином, Грегом Хафтоном и Дэвианом Кларком.